# Narail Sadar
Narail Sadar (en bengali : নড়াইল সদর) est une upazila du Bangladesh dans le district de Narail. En 2011, on y dénombrait 272 872 habitants.